# シベリア

シベリア連邦管区
シベリア
広義の（歴史的）シベリア

シベリア（英: Siberia [saɪˈbɪəriə]、露: Сибирь [sʲɪˈbʲirʲ] ( 音声ファイル)）は、ロシア連邦領内のおよそウラル山脈分水嶺以東の北アジア地域である。漢字表記で西比利亜、または西伯利亜とも書く。かつては日本語でシベリヤという表記も多くみられた。シベリアの名称のロシア語への受容は、15世紀以降のシビル・ハン国との接触に由来する。
一般的には極東分水嶺（サハ共和国東縁）より東の日本海・オホーツク海など太平洋沿岸地域（極東ロシア）は含まないが、広義には含めることもある。連邦所属の共和国・自治管区は存在するが、独立国家は存在しない。主な都市として、西から、オムスク、ノヴォシビルスク、クラスノヤルスク、イルクーツク、ヤクーツクがある。広義のシベリアはさらに、エカテリンブルク、ハバロフスク、ウラジオストク、ユジノサハリンスク、ペトロパブロフスク・カムチャツキーを含む。人口最大の都市はノヴォシビルスク。現在ではロシア語話者が人口の大半を占めるが、サハ語などのテュルク諸語や、ウラル語族に属する言語が数多く分布している。

## 範囲
元来は、ウラル山脈分水嶺より東のロシア地域全て（アジア・ロシア）、つまり、東は太平洋岸までを意味した。南北は現在と同じく、北は北極海沿岸まで、南は中央アジア・モンゴル・中国との境界までであった。
ソ連・ロシア連邦では、より狭い意味に定義された。東の境界は太平洋分水嶺となり、より東のロシア極東は含まなくなった。また、西はウラル山脈ちょうどではなく、ウラル山脈東南麓のチェリャビンスク州とスヴェルドロフスク州が除かれる。
現在でもロシア国外では、シベリアをウラル山脈から太平洋沿岸までとし、ロシア極東を含む古い意味で使うことがある。ただし、日本では、極東を含む場合でも、太平洋岸島嶼地帯のサハリン州（サハリン、クリル諸島）やカムチャツカ半島を含むことはあまりない。
2000年に設置された7つの連邦管区の1つにシベリア連邦管区があるが、シベリアは通常はその範囲に限定されることはなく、その東西のウラル連邦管区と極東連邦管区にまたがる。広義のシベリアは、これら3連邦管区の全域となる。
東シベリアと西シベリアという場合は、ウラル山脈からエニセイ川まで広がる西シベリア平原とそれより東方という区分概念である。

シベリア南部の主な都市

主要都市（人口9位まで）の約100年間の人口動態

|                    | 連邦管区 | 連邦構成主体                       | 首都                   |
| ------------------ | -------- | ---------------------------------- | ---------------------- |
|                    | ウラル   | スヴェルドロフスク州               | エカテリンブルク       |
| チェリャビンスク州 | ウラル   | チェリャビンスク                   |                        |
| シベリア           | ウラル   | クルガン州                         | クルガン               |
| シベリア           | ウラル   | チュメニ州                         | チュメニ               |
| シベリア           | ウラル   | ヤマロ・ネネツ自治管区             | サレハルド             |
| シベリア           | ウラル   | ハンティ・マンシ自治管区           | ハンティ・マンシースク |
| シベリア           | シベリア | オムスク州                         | オムスク               |
| シベリア           | シベリア | ノヴォシビルスク州                 | ノヴォシビルスク       |
| シベリア           | シベリア | アルタイ地方                       | バルナウル             |
| シベリア           | シベリア | トムスク州                         | トムスク               |
| シベリア           | シベリア | アルタイ共和国                     | ゴルノ・アルタイスク   |
| シベリア           | シベリア | ケメロヴォ州                       | ケメロヴォ             |
| シベリア           | シベリア | ハカス共和国                       | アバカン               |
| シベリア           | シベリア | クラスノヤルスク地方               | クラスノヤルスク       |
| シベリア           | シベリア | トゥヴァ共和国                     | クズル                 |
| シベリア           | シベリア | イルクーツク州                     | イルクーツク           |
| シベリア           | 極東     | ブリヤート共和国                   | ウラン・ウデ           |
| シベリア           | 極東     | ザバイカリエ地方                   | チタ                   |
| シベリア           | 極東     | サハ共和国                         | ヤクーツク             |
|                    | 極東     | アムール州                         | ブラゴヴェシチェンスク |
| プリモルスキー地方 | 極東     | ウラジオストク                     |                        |
| ユダヤ自治州       | 極東     | ビロビジャン                       |                        |
| ハバロフスク地方   | 極東     | ハバロフスク                       |                        |
| サハリン州         | 極東     | ユジノ・サハリンスク               |                        |
| マガダン州         | 極東     | マガダン                           |                        |
| カムチャツカ地方   | 極東     | ペトロパブロフスク・カムチャツキー |                        |
| チュコト自治管区   | 極東     | アナディリ                         |                        |

## 地理・自然
|                                                                                           |
| 極地砂漠 ツンドラ 高山ツンドラ タイガ 亜高山帯針葉樹林 落葉広葉樹林 ステップ 乾燥ステップ |

緯度が高く、冬季の気温は非常に低い。早いところでは8月下旬に降雪を見る。オイミャコンでは-73℃という人間が居住可能な場所における最低気温を記録している。一方、夏季は30℃以上まで気温が上昇することがあるという、いわゆる大陸性気候である。特に、シベリア東部の内陸盆地では夏季はきびしい暑さとなることがあり、年間の温度差は極端に大きい。冬の日本列島の天気を支配するシベリア寒気団は、夜間の放射冷却による極寒気がシベリアに蓄積され、そこから吹き出すと考えられている。
植生は、タイガと呼ばれる針葉樹を中心とした広大な森林地帯が大半を占める。より緯度の高い地域は地衣類を中心としたツンドラと呼ばれる植生であり、樹木は生育しなくなる。地下には厚い永久凍土層が広範囲にわたって存在する。鉱物資源は非常に豊富で、資源の宝庫とされる。しかし近年、森林火災や開発の行き過ぎ、地球温暖化などによる環境破壊が問題になっている。動物はアムールヒョウ、ソデグロヅル、ヤクートウマ、ジャコウジカ、ホオジロガモなどが生息している。
大河は西から順に、オビ川・エニセイ川・レナ川の3本があり、いずれも北に流れている。夏期は河川運輸が活発であるが、冬季には凍結し、トラック輸送に利用される。
世界最深の湖で世界遺産のバイカル湖がある。バイカル湖の水温は夏でも10℃以下となる。

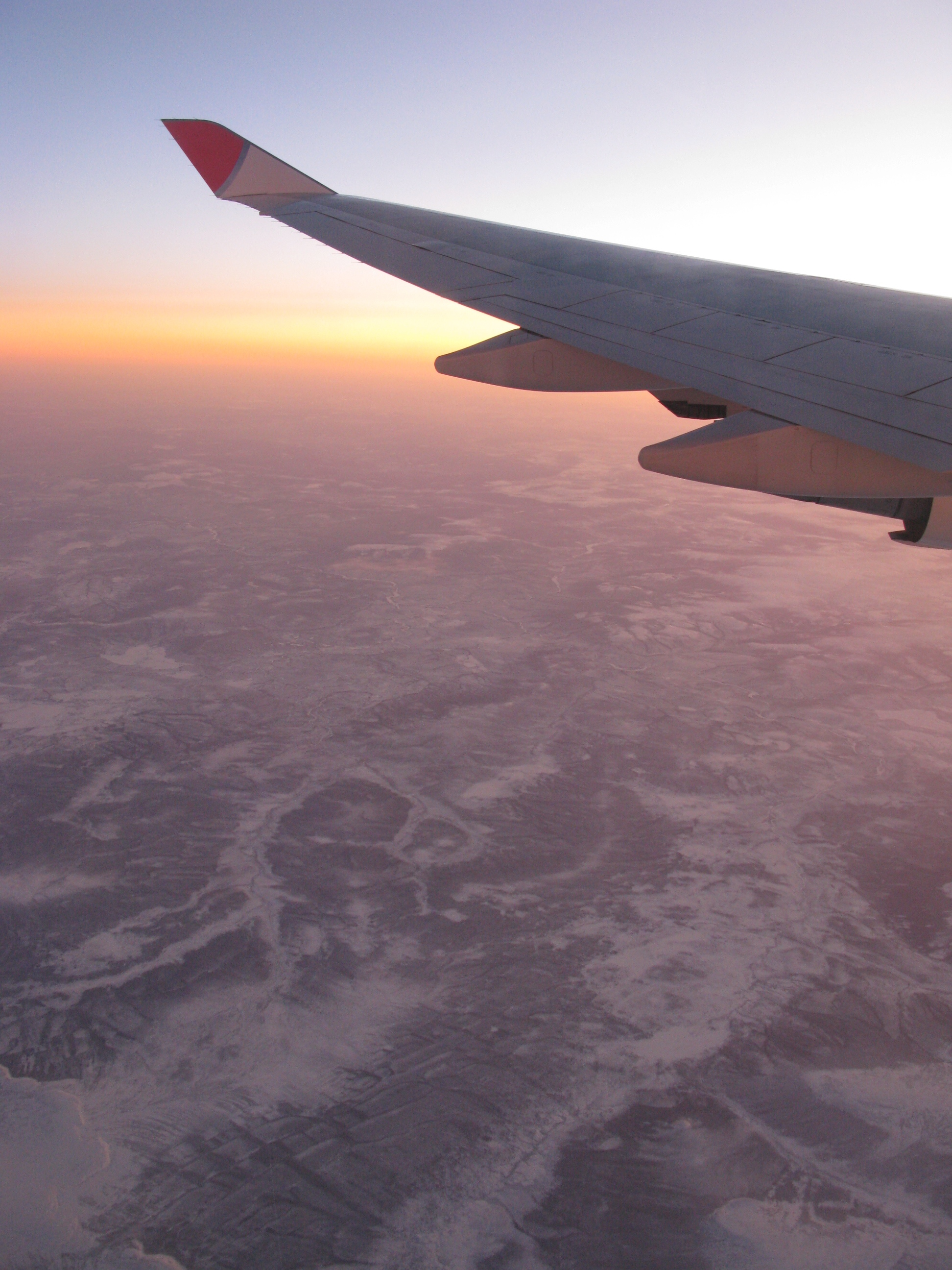
航空機から見た東シベリア平原

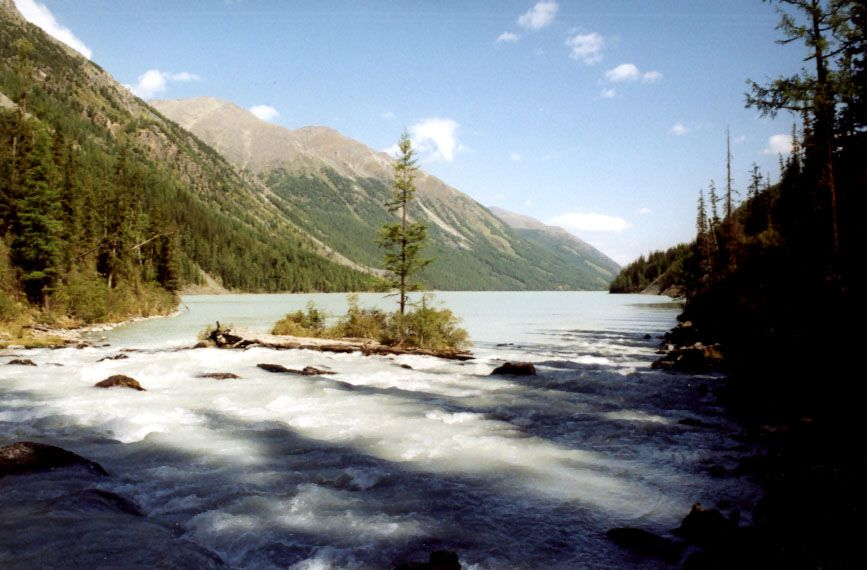
アルタイ山脈のクチェルラ湖
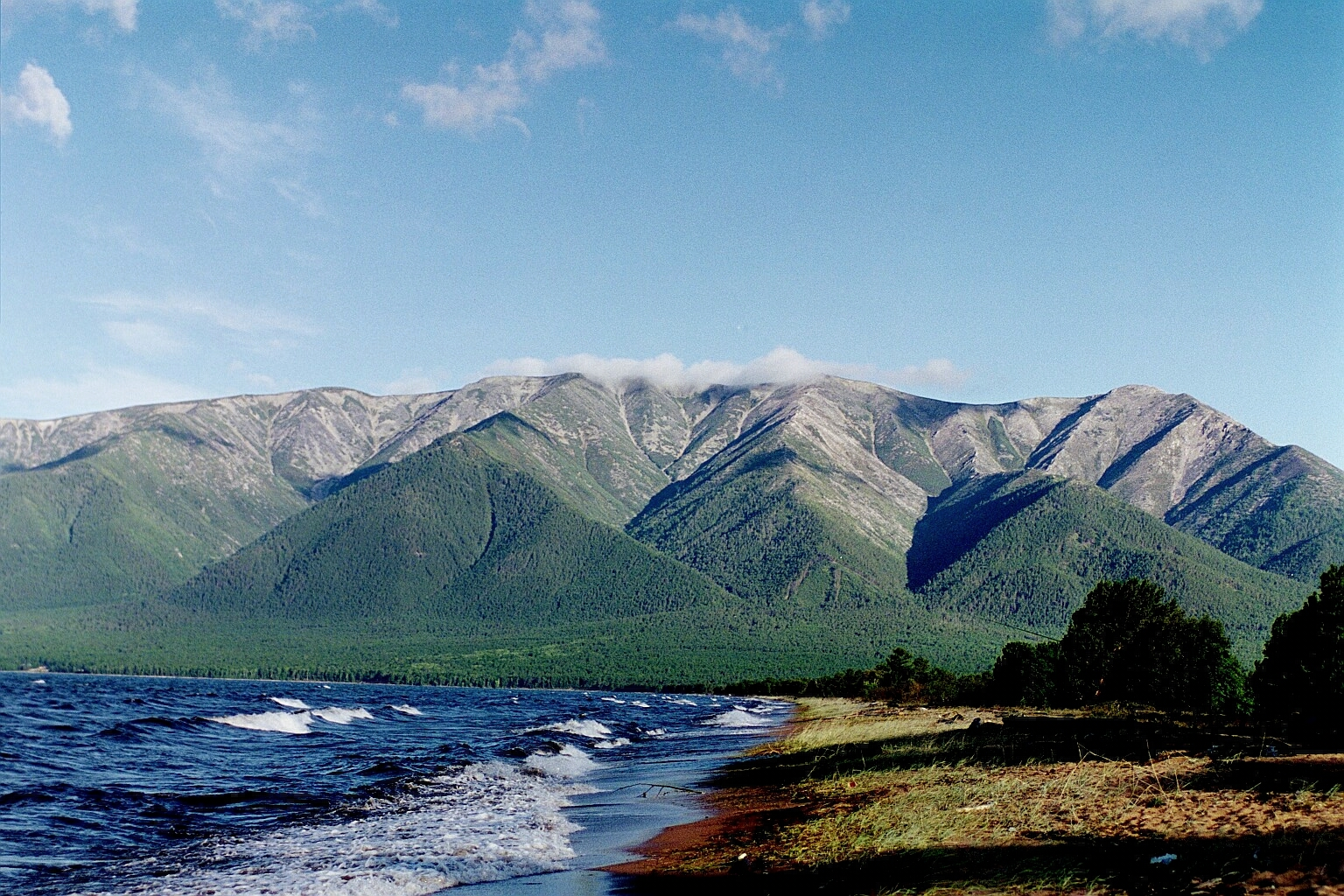
バイカル湖にあるスヴィヤトイ・ノース半島
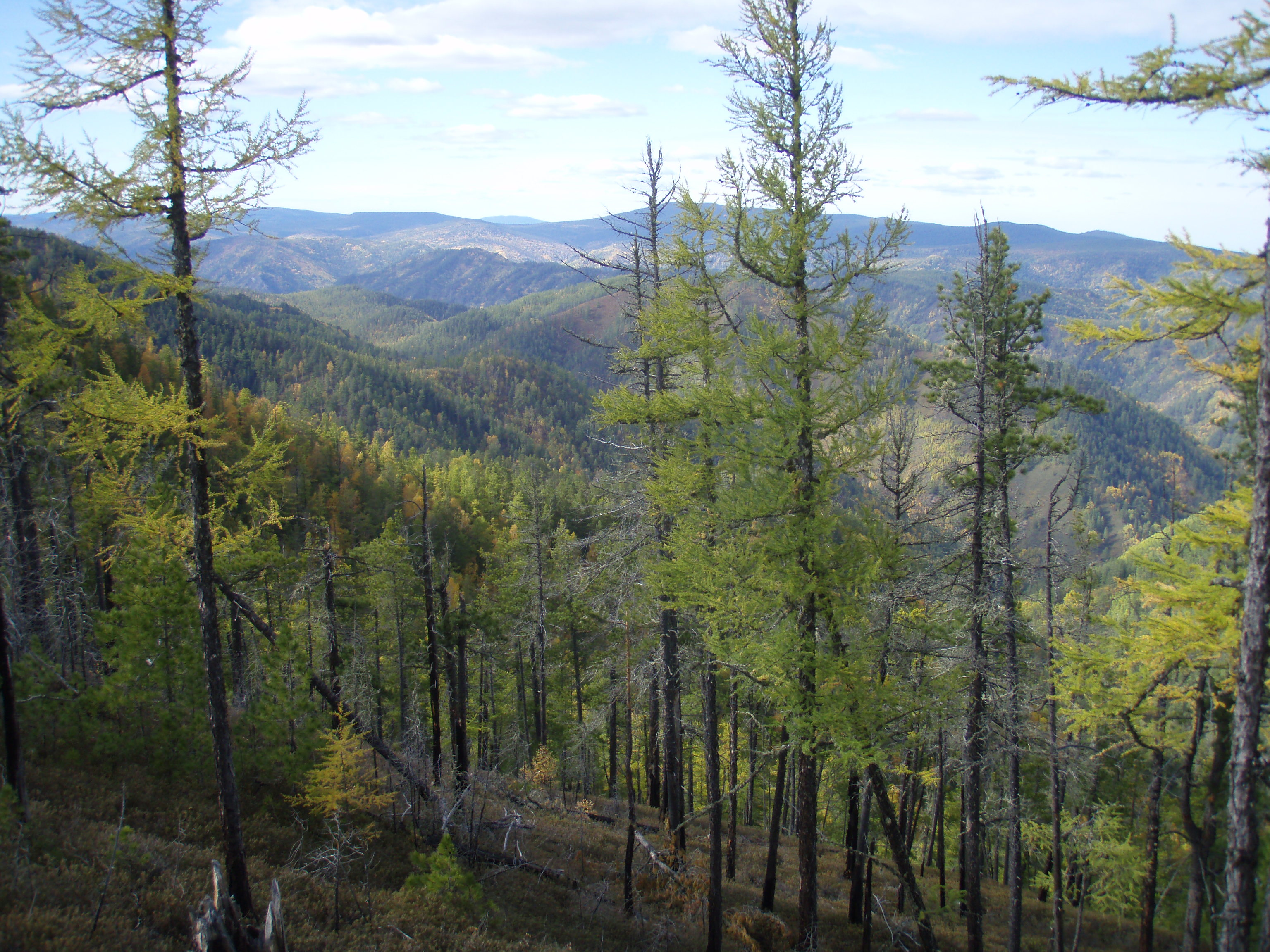
シベリアのタイガ
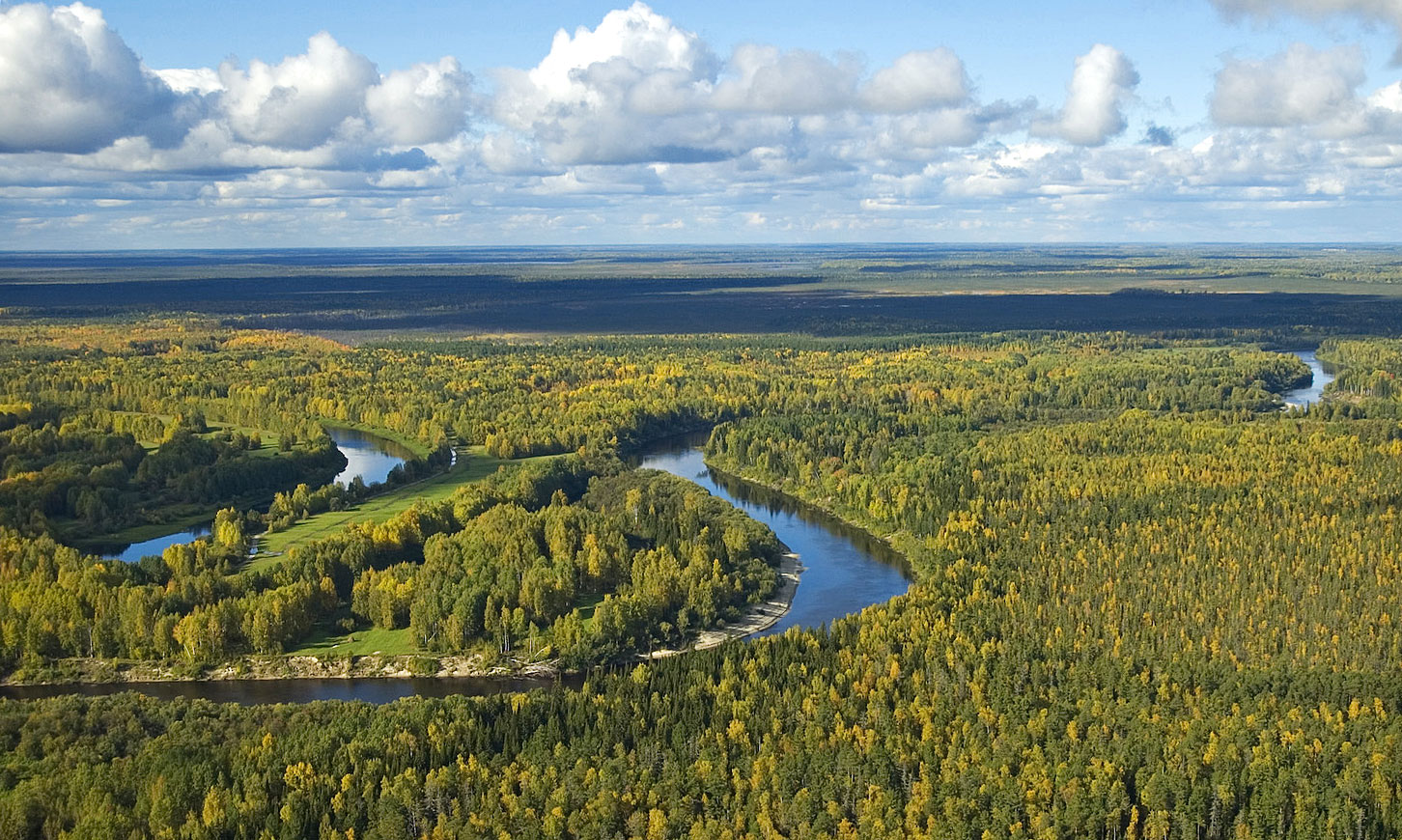
西シベリア平原南部を流れるヴァシュガン川
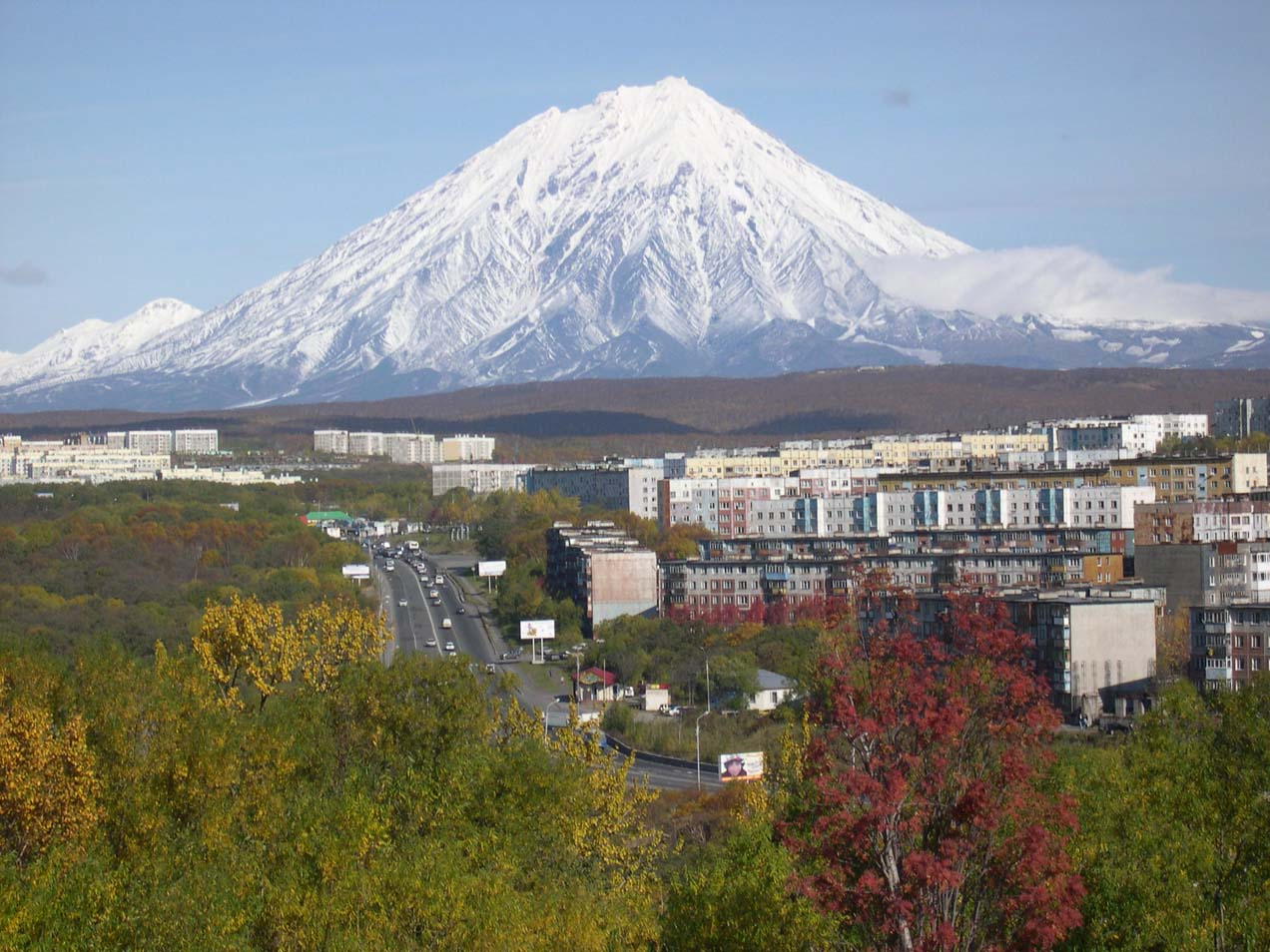
カムチャツカ半島のペトロパブロフスク・カムチャツキーから望むコリャーク火山

## 語源
シベリアの名称のロシア語への受容は、15世紀以降のシビル・ハン国との接触に由来する。
1世紀頃の現在のモンゴル国の領域には鮮卑が暮らしており、鮮卑は西域からはシビルと呼ばれており、この名前が代々使用され、シベリアの語源となった。
一方で、民間語源として、シベリア・タタール語で「眠れる大地」(Sib-ir)という説などが散見されるが、いずれも辞書では確認できない。
信憑性のある現代の言語資料を用いた考察や、史料を利用した緻密な研究がおこなわれることが研究者に期待されている。

## 歴史

### 先史時代
シベリアには旧石器時代、現在から5万年ほど前から人が住んでいた。当時生きていたマンモスの狩猟も行っていたと考えられている。一部の人々は1万年ほど前までにベーリング地峡（現在のベーリング海峡）を渡り、アメリカ先住民の祖先となった。イヌイットなどエスキモーの祖先は、さらにその後シベリアからアメリカ大陸・グリーンランドへ渡ったとされる。

### 遊牧文化
紀元前2000年紀前半に入ると、シベリア南部でも牧畜が盛んになり、また、シベリア独自の文化も生まれた。その後、南部では遊牧的な生活様式に移行したとみられ、特に南方の匈奴文化の影響のもとにスキト＝シベリア文化（パジリク文化やタガール文化）が生まれた。
中国の文献によれば、漢代に丁零がシベリア南部からモンゴルあたりに栄えたとされ、これはテュルク系民族と考えられている。6世紀には同じテュルク系の突厥がこのあたりに建国し、以後テュルク系遊牧民族は西方に広がったが、現在でもシベリアにはサハ人などテュルク系民族が多く住む。一方、シベリア東部ではツングース系民族が、バイカル湖周辺ではモンゴル系民族（ブリヤート人）が広がった。古シベリア（古アジア）諸族と総称される人々も、今日ではごく少数にすぎないが、古くははるかに広い範囲に住んでいたと考えられている。
東部沿海地方・満洲方面のツングース系と見られる人々は周代から粛慎として文献に現れ、その後、挹婁・勿吉・靺鞨・女真といった名で長く記録を残している。靺鞨は満洲・沿海地方南部を中心とする渤海を、女真は金および清の王朝を築いて中国を支配した。中国三国時代の満洲方面にいた夫余の民族系統は不明であるが、彼らは朝鮮の高句麗・百済を築いた。
近世にはシベリア南部がモンゴル、次いで元朝やジョチ・ウルスに支配された。15世紀にジョチ・ウルスが分裂すると、その流れを汲みテュルク系民族を中心とする後継国家のシビル・ハン国がシベリア中央部のオビ川流域周辺を支配し、半遊牧国家を形成した。

### ロシア人の進出
中世には、ノヴゴロド共和国の毛皮商人がウラル山脈北部を超えてオビ川下流へと入った。また、ポモールと呼ばれる白海沿岸のスラブ人が北極海沿岸を船で往来しており、オビ川河口のマンガゼヤに交易拠点を築いている。しかし、16世紀には北極海を経てアジアに至る北東航路を開拓しようとするイギリス船やオランダ船がバレンツ海沿岸に出没を始める。17世紀にはこれらの勢力がシベリアに及ぶのを恐れたロシアは、マンガゼヤへの海路の航行を禁じた。これ以後、ロシア人のシベリア進出は海からではなく陸から行われるようになる。
最初にロシアからシベリアに侵入したのは正規ロシア軍ではなく、ウラルの西側のカマ川やチュソヴァヤ川流域を領地としていたストロガノフという商人の私兵である。当時すでに枯渇していたウラル以西の毛皮資源に替わる、豊富な毛皮資源を求めたためであった。そして、シビル・ハン国が1572年に毛皮の朝貢を拒否したことでロシア・ツァーリ国のシベリア侵攻は決定的となった。この時のロシア人私兵はコサックと呼ばれ、これらを率いたコサックの首長イェルマークによりシベリア征服が進められた。イェルマークは1578年10月に東進を開始し、シビル・ハン国を攻撃、イェルマーク自身は途中戦死するものの、ついに1598年シビル・ハン国は滅亡した。その後、ロシア人は東進を続け、1636年にはコサックのイヴァン・モスクヴィチンがオホーツク海へ至り、ロシア人はシベリア横断を達成した。これ以後、シベリアはロシア人の植民地となった。

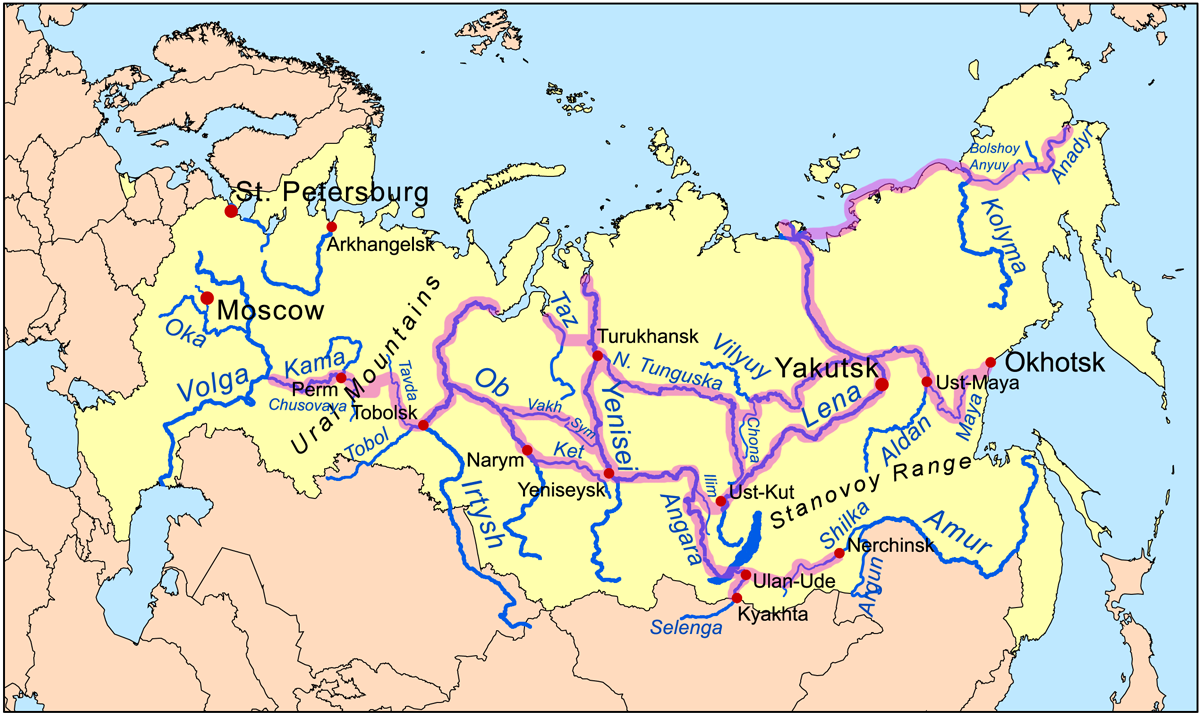
シベリアの大河をつないだ東西連絡路。シベリアの河川交通を参照

ロシア人が短期間で太平洋にまで至ることができた理由には、シベリアの大河の支流から支流を伝うことで大きな地形的障害に阻止されることなく東進できたこと、途中にロシア人に激しく抵抗して前進を押しとどめる強力な国家や民族がなかったこと、毛皮交易による利益に対してロシア人たちが貪欲であったことが大きい。
たとえば、ウラル山脈中部は標高が低く、ヨーロッパ側を流れるヴォルガ川の支流とアジア側を流れるオビ川の支流が入り組んで走っており、両方の水系を結ぶ連水陸路を通って舟でウラルを超えることができた。また、オビ川・エニセイ川・レナ川も支流は東西に広く網の目のように流れ、各水系が近接しており、シベリア横断に使うことができた。一方、シベリアの南にはモンゴル・テュルク系遊牧民が住む草原地帯が広がるが、毛皮のような交易資源はない上に、遊牧民は強力であることから、ロシア人が中央アジアの草原や砂漠に進出するのは後のことになる。

### 清・ロシア国境紛争
その結果、領土が近接することとなった清とは、たびたび武力衝突した（清・ロシア国境紛争）。1640年代からヴァシーリー・ポヤルコフやエロフェイ・ハバロフなどの探検隊が、ゼヤ川やアルグン川からアムール川に南下した。ロシア帝国はコサック兵ではなく正規ロシア兵を送るようになり、アルバジンおよびネルチンスクの両要塞を建設するが、清の康熙帝は対抗して1685年に武力をもってアルバジンを破壊した。事態を重く見たロシア帝国は、1689年（康熙28年）に清とネルチンスク条約を締結し国境線を外興安嶺に制定し、ダウリヤはロシアが、外満洲は清が確保した。
18世紀には地理的探検が進み、北極海沿岸の姿や北東航路の通行可能性も次第に明らかになっていった。19世紀になり、大河に蒸気船が投入されたり、金などの鉱山開発が進むなど、シベリアは徐々に工業化が進んだ。さらにロシア帝国は清の弱体化に乗じ、1858年のアイグン条約にてアムール川北岸の地、1860年の北京条約にてウスリー川東側の沿海州の地を清より獲得した。1880年からはウラル山中のチェリャビンスクから日本海側のウラジオストクまでを鉄道で結び、アジアへ大量の物資や兵員を送れるようにするという野心的なシベリア横断鉄道の検討が始まった。この鉄道建設には軍人や政治犯らが従事し、沿線の町は物流業や商工業が集積して瞬く間に急速な成長を始めた。

### ロシア革命後

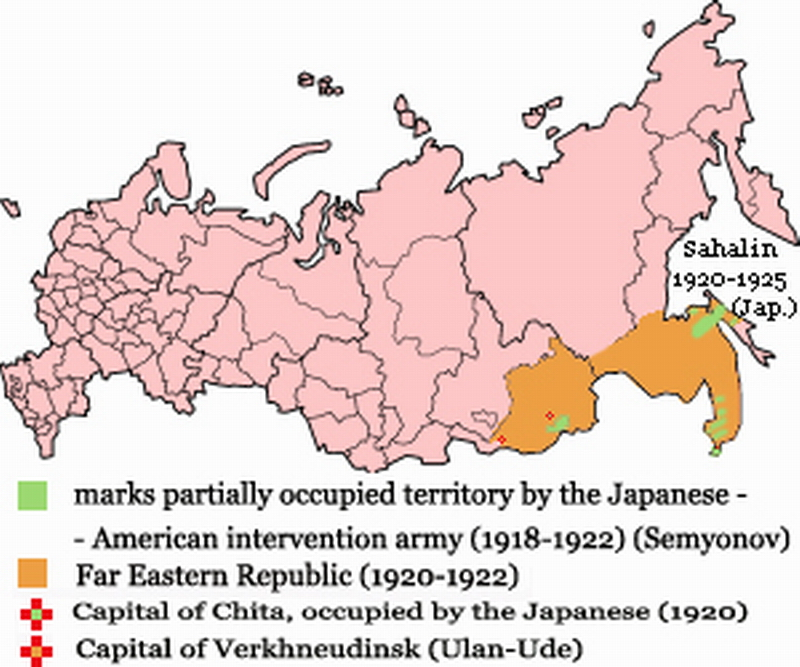
極東共和国（橙）と、日本のシベリア出兵による占領地（緑）

1917年に起きたロシア革命後、西シベリアや東シベリア、極東などに、白軍やチェコ軍団などに支援された臨時政府や反革命政権が数多く成立した。また、極東共和国や沿海州共和国（臨時全ロシア政府、PA-RG）などの諸政府は、一時ロシアからの独立を宣言した。しかし、いずれも長続きせず、ソビエト連邦成立の過程で消滅した。革命直後の1918年から1922年にかけ、日本はアメリカやイギリスなどとともにチェコ軍団救出を口実としてシベリアに兵士を送った（シベリア出兵）。その後、ハルビンにおいて、臨時全ロシア政府の後継としてシベリア独立を目指す西比利亜自治團が生まれた。
また、シベリアはロシア帝国時代から流刑地であったが、ソ連もこれを踏襲し数多くのグラグ（強制収容所）をシベリアに作って多くの政治犯を送り込み、鉱山労働や森林伐採などをさせた。第二次世界大戦では独ソ戦（大祖国戦争）の前線となったヨーロッパ・ロシアやウクライナから多数の工場がシベリアへと疎開し、以後、シベリアの人口は急速に拡大した。また、独ソ戦においてソ連が攻勢に転じると、ドイツ軍など枢軸国軍の捕虜がシベリアの捕虜収容所に送られ、ソビエト参戦後に赤軍に捕らえられた日本兵も同じくシベリア抑留された。戦後の冷戦期も、シベリアの大都市は軍需産業を中心にして大きくなっていった。
20世紀に至りアフリカ・アジア諸国の植民地は次々と独立したが、シベリアの先住民族や植民者による独立国家は建設されず、ソビエト崩壊の際もロシア連邦内にとどまった。そのため、いまだ民族独立国家をもたない世界最大の植民地との見方もでき、一部にはシベリアの民族独立を訴える人もいる。ただし、経済的に自立が困難な地域が多いこと、そもそも現在では先住民族よりロシア人の人口比率が高い地域も多いことなどから、チェチェン共和国などのように独立要求が先鋭化している地域はない。
ソビエト連邦の崩壊後、ロシアの経済は低迷し、軍需に頼るシベリアの工業都市も人口流出に見舞われたが、シベリアに産する石油や天然ガスの輸出により、2000年代に入りロシア経済およびシベリア経済は大きく持ちなおした。

## 交通
- シベリア鉄道
- バイカル・アムール鉄道（バム鉄道、第2シベリア鉄道）
- シベリア横断道路
- シベリアの河川交通

## シベリア出身の人物
- コンスタンティン・チェルネンコ（クラスノヤルスク）
- マリア・シャラポワ（ハンティ・マンシ自治管区）
- ヴィクトル・スタルヒン（スヴェルドロフスク州ニージュニイ・タギール）

## シベリアで起こった歴史的事件
- シベリア抑留
- シベリア出兵
- ツングースカ大爆発